# Монигетти, Иван Андреевич
Иван Андреевич Монигетти (род. 3 августа 1948 года) — российский виолончелист и педагог.
Окончил Московскую консерваторию, ученик Мстислава Ростроповича. В 1974 г. удостоен второй премии на Международном конкурсе имени П. И. Чайковского.
Монигетти известен своим постоянным сотрудничеством с новейшими композиторами. В частности, для него написаны и им впервые исполнены Вариации на тему Гайдна для виолончели с оркестром Эдисона Денисова (1982), Соната для виолончели и фортепиано Валентина Сильвестрова (1983), «A kaleidoscope for M.C.E.» Павла Шиманьского (1989), Концерт для виолончели с оркестром Франгиз Ализаде (2002), произведения Александра Кнайфеля, Бориса Тищенко, Кшиштофа Мейера и др.; наряду со своим учителем Ростроповичем Монигетти был первым исполнителем Концерта № 2 для виолончели с оркестром Кшиштофа Пендерецкого. С другой стороны, Монигетти много исполняет произведения Луиджи Боккерини и Йозефа Гайдна, тяготея к аутентистским трактовкам.
В последние годы Монигетти живёт преимущественно в Швейцарии, где преподаёт в Базельской музыкальной академии.

## Семья
Жена — Татьяна Борисовна (урожденная Баранова).

Шурин — В. Б. Баранов